# 尖沙咀鐘楼
座標: 北緯22度17分37.24秒 東経114度10分09.71秒 / 北緯22.2936778度 東経114.1693639度

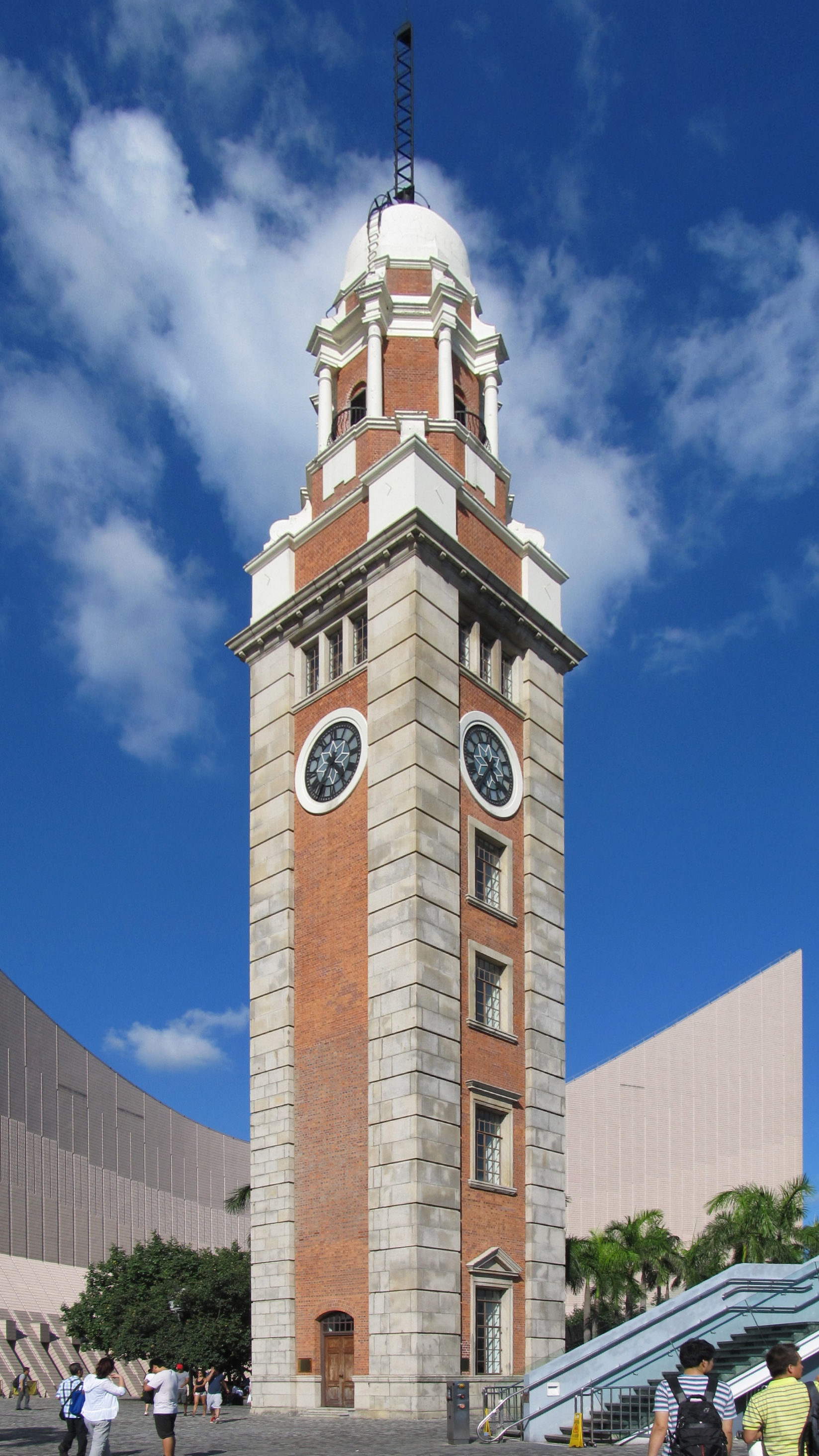
尖沙咀鐘楼

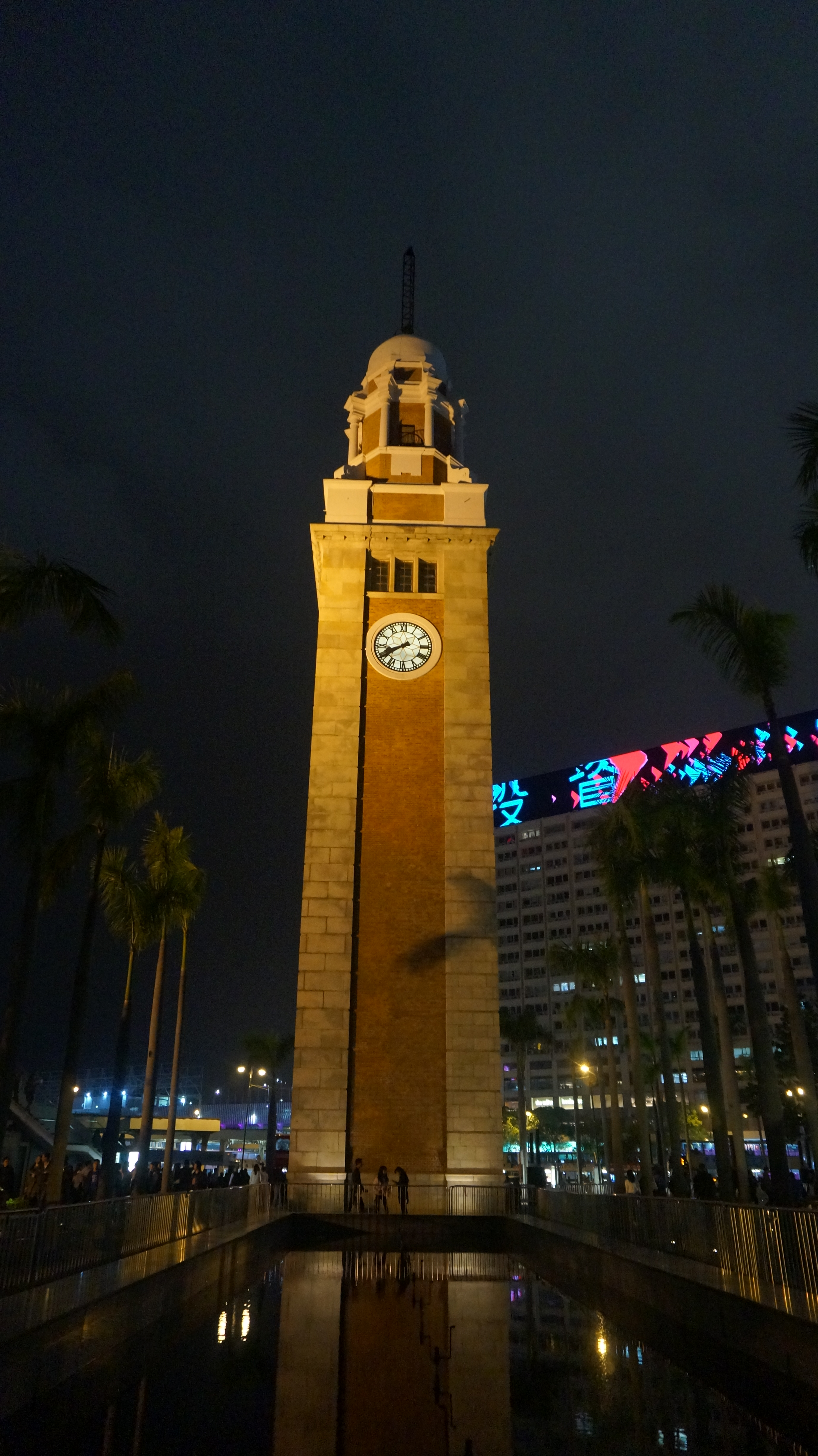
尖沙咀鐘楼

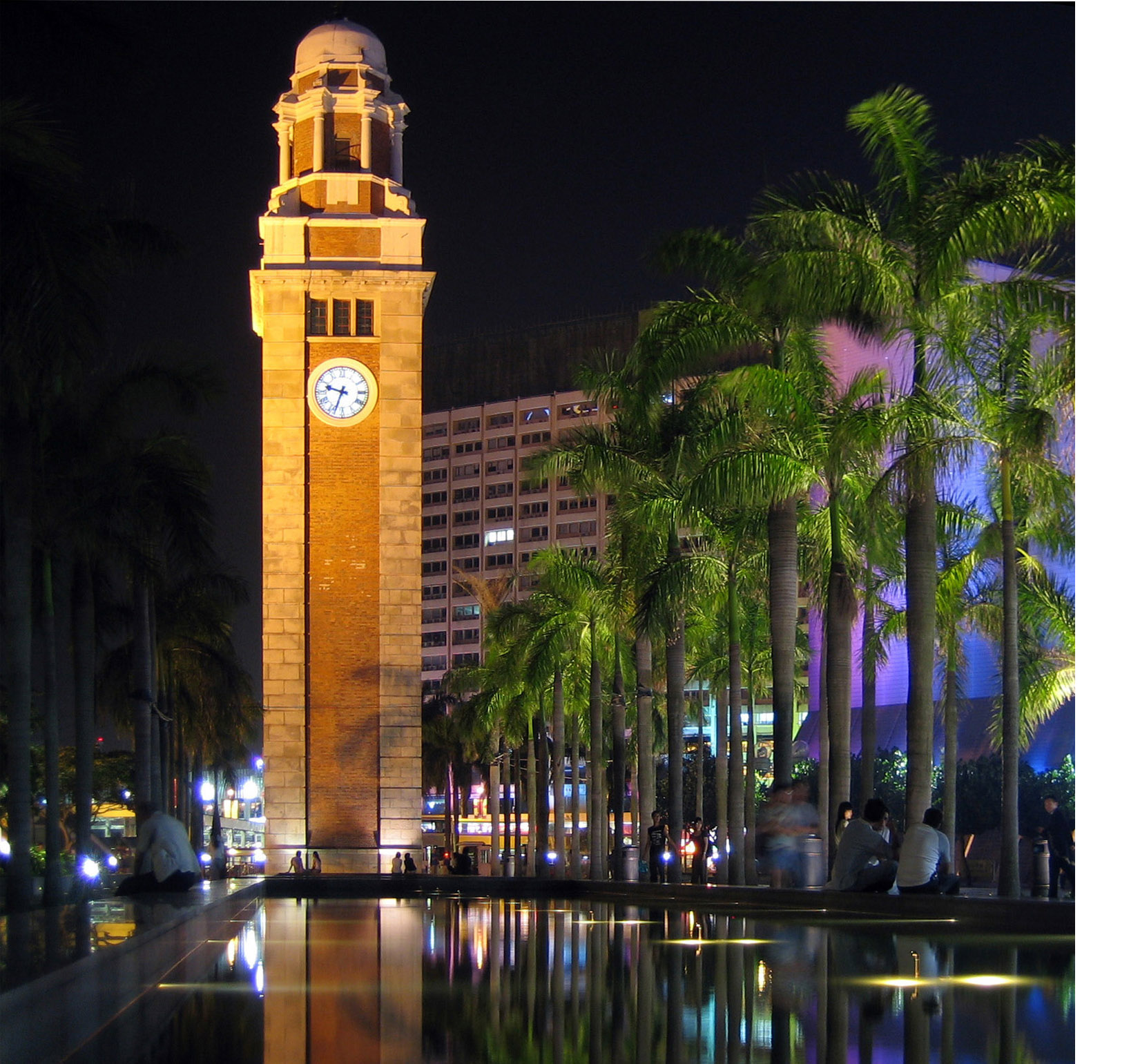
尖沙咀鐘楼

尖沙咀鐘楼（チムサーチョイしょうろう）、公式名称前九広鉄路鐘楼は、香港の九龍尖沙咀に位置する時計台であり、九広鉄道尖沙咀駅で唯一残された建築物である。

## 歴史
1904年、九広鉄路の終点を尖沙咀とする計画が決まった。1910年10月1日に鉄道の運行が開始されたが、尖沙咀駅の工事は第一次世界大戦でイギリスからの工事に必要な資材の出荷が滞ったために、1913年になってから開始された。1915年、鐘楼とともに一部が完成し、1916年3月28日に全体が完成した。
時計は、取り壊された香港島中環の畢打街鐘楼のものを再利用した。最初は一面にしか時計がなかったが、1920年に残りの三面にも設置された。1921年3月22日午後に時計は始動し、それ以来第二次世界大戦中の日本占領時期を除き時を刻み続けている。銅鐘は、1950年代に沙田駅に移され、その後九広鉄道の倉庫に保管された。2010年9月、「九広鉄道九龍-羅湖間開通100周年」を記念して特別に鐘楼の地下に置かれるようになった。
1975年、旧尖沙咀駅は新たに埋立・開発された紅磡湾に移され紅磡駅となった。1977年、駅舎は古跡保護団体などの陳情と抗議にもかかわらず取り壊された。しかしながら、妥協として時計塔が保存されることになり、現在は旧尖沙咀駅の構内に建てられた香港太空館、香港芸術館、香港文化中心などの建築に囲まれている。1990年7月30日、香港法定古跡としてリストアップされた。

## 建築
赤レンガと花崗岩で建てられており、高さは44メートル、その上に7メートルの避雷針が取り付けられている。内部にある木製の階段からは塔の先端まで登ることができ、2001年9月2日から2003年12月まで公開されていたが、現在は建築物の保護のために閉鎖されている。ソールズベリー・ロード（梳士巴利道）沿いのビクトリア・ハーバーの目前に位置しており、別のランドマークであるスターフェリーの埠頭にも近い。